# Betrest
Betrest – żona Anedżiba z I dynastii. Z Anedżibem miała prawdopodobnie dwóch synów: Semercheta i Ka’a późniejszych władców starożytnego Egiptu.